# Hanimaadhoo
Hanimaadhoo (en Dhivehi: ހަނިމާދ) es una isla del norte de las Maldivas, que se encuentra en el atolón de Thilandhunmathi parta administrativamente de la subdivisión Haa Dhaalu.
El aeropuerto está situado en el sur de la isla, es uno de los pocos en las Maldivas. Sólo recibe vuelos nacionales, sobre todo desde la capital Malé a una distancia de  287,57 kilómetros, y sirve también a la parte norte de ese país.